# Frank J. Zamboni

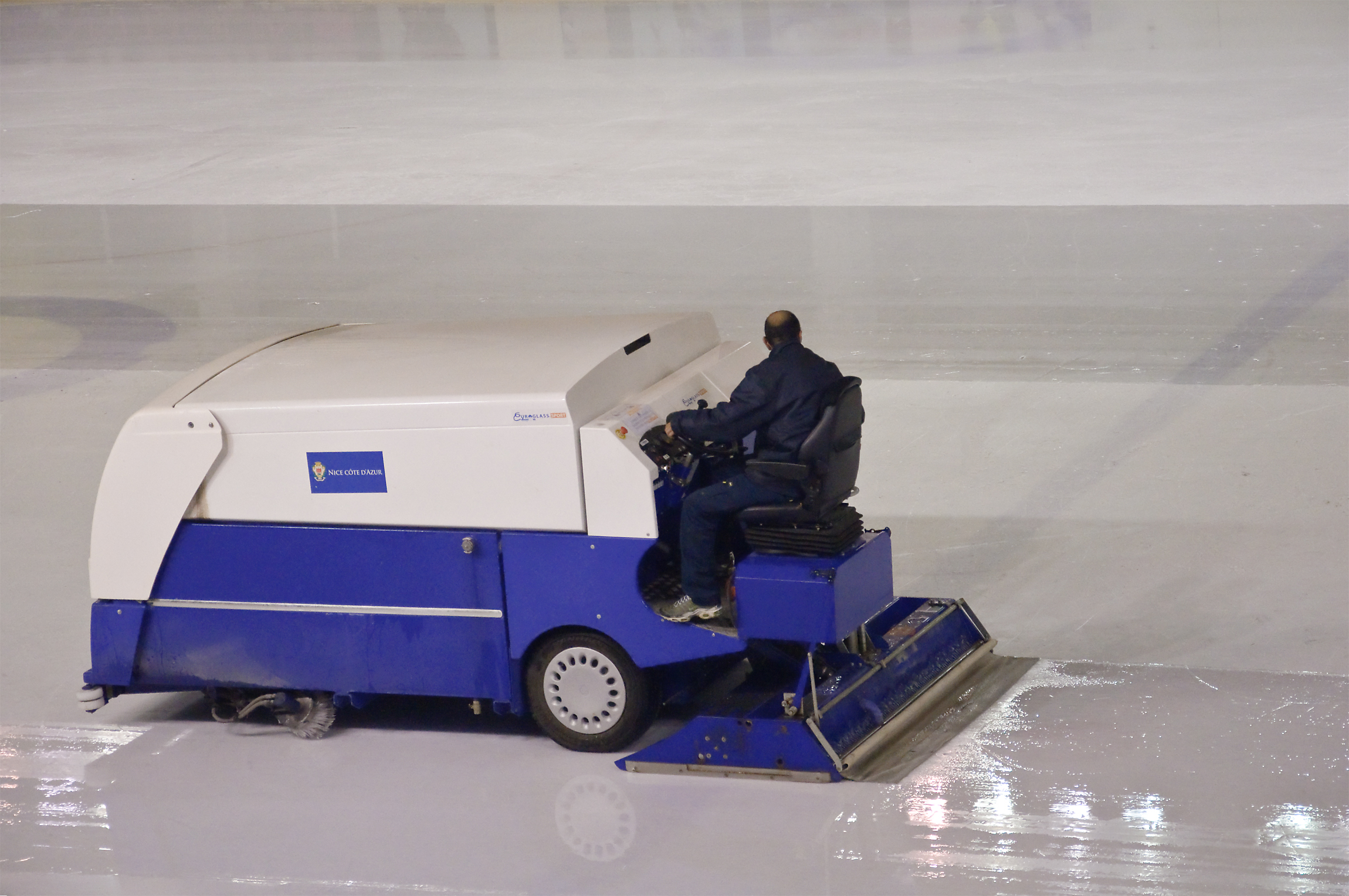
En modern ismaskin

Frank J. Zamboni, född 16 januari 1901 i Eureka, Utah, USA, död 27 juli 1988, var en amerikansk uppfinnare och företagare. Han uppfann ismaskinen, som emellanåt går under namnet "zamboni". 1949 grundade han Frank J. Zamboni & Co.
Zamboni infördes 2009 postumt i United States Hockey Hall of Fame.